# Блањи
Блањи (фр. Blagny) насеље је и општина у североисточној Француској у региону Шампањ-Арден, у департману Ардени која припада префектури Седан.
По подацима из 2011. године у општини је живело 1.203 становника, а густина насељености је износила 162,13 становника/km². Општина се простире на површини од 7,42 km². Налази се на средњој надморској висини од 165 метара.

## Демографија
| 1962. | 1968. | 1975. | 1982. | 1990. | 1999. | 2011. |
| ----- | ----- | ----- | ----- | ----- | ----- | ----- |
| 1.659 | 1.745 | 1.801 | 1.393 | 1.382 | 1.259 | 1.203 |

График промене броја становника у току последњих година